# مايكروسوفت 365
مايكروسوفت 365 مجموعة من خدمات الاشتراك التي تقدمها مايكروسوفت. تم إطلاق العلامة التجارية في 10 يوليو 2017 لمجموعة شاملة من أوفيس 365 مع تراخيص ويندوز 10 Enterprise ومنتجات أخرى للأمان وإدارة الأجهزة المستندة إلى مجموعة النظراء.
في 21 أبريل 2020، أعادت مايكروسوفت تسمية خطط اشتراك أوفيس 365 الموجهة نحو أسواق المستهلكين والشركات الصغيرة مثل مايكروسوفت 365، للتأكيد على إدراجها الحالي للمنتجات والخدمات خارج عائلة برامج مايكروسوفت أوفيس الأساسية (بما في ذلك أدوات الإنتاجية المستندة إلى السحابة والذكاء الاصطناعي المميزات).

## التاريخ
تم تقديم العلامة التجارية لأول مرة في Microsoft Inspire في يوليو 2017 كمنتج اشتراك مؤسسي، خلفًا لخدمات "Secure Productive Enterprise" التي تم إصدارها في عام 2016. فهي تجمع بين ويندوز 10 Enterprise وأوفيس 365 Business Premium ومجموعة Enterprise Mobility + Security ، والتي تتضمن Advanced Threat Analytics وأجور أكتيف ديريكتوري و Azure Information Protection و Cloud App Security و Windows Intune . يتم بيع مايكروسوفت 365 عبر مايكروسوفت وشبكة موزعي الخدمات السحابية الخاصة بها.

### إطلاق المستهلك والأعمال
في 30 مارس 2020، كشفت مايكروسوفت النقاب عن منتج اشتراك موجه للمستهلكين تحت العلامة التجارية مايكروسوفت 365 للإصدار في 21 أبريل، لتخلف خطط المستهلك الحالية لأوفيس 365. إنها مجموعة شاملة من منتجات وفوائد أوفيس 365 الحالية، والموجهة نحو «الحياة»، والإنتاجية، والعائلات، بما في ذلك مجموعة مايكروسوفت أوفيس، 1 تيرابايت من سعة تخزين ون درايف الإضافية والوصول إلى OneDrive Personal Vault و 60 دقيقة من مكالمات سكايب شهرياً. تحت العلامة التجارية، ستضيف مايكروسوفت أيضاً الوصول إلى منصة التعاون تيمز (والتي ستضيف أيضًا ميزات إضافية مصممة حول الاستخدام العائلي)، ومستوى متميز من الحماية العائلية المباشرة من ويندوز. أعلنت مايكروسوفت أيضاً عن خطط لتقديم عروض تجريبية لخدمات الجهات الخارجية لمشتركي مايكروسوفت 365، مع شراكة شركات مثل أدوبي (Creative Cloud Photography) و Blinkist و CreativeLive و Experian و Headspace. سيتم بيع الخدمات في نسختين «شخصي» و «منزلي» (حتى ستة أجهزة بواسطة ما يصل إلى ستة مستخدمين)، بنفس سعر نظرائهم في أوفيس 365.
تم أيضًا تغيير اسم أوفيس 365 للشركات الصغيرة والمتوسطة الحجم إلى مايكروسوفت 365، حيث أصبح Office 365 Business و ProPlus "Microsoft 365 Apps للأعمال" و "Microsoft 365 Apps للمؤسسات"، وأصبح Office 365 Business Essentials "Microsoft 365 Business Basic"، و Office 365 Business Premium أصبح "Microsoft 365 Business Standard" (مع منتج Microsoft 365 Business الحالي الذي أصبح "Microsoft 365 Business Premium"). لا تزال علامة أوفيس 365 التجارية قيد الاستخدام لخطط المؤسسات والتعليم والرعاية الصحية والحكومة. صرحت مايكروسوفت أنه "على مدار السنوات العديدة الماضية، نما عرض الإنتاجية السحابية لدينا بشكل يتجاوز ما يعتقده الناس تقليديًا باسم"أوفيس"، مستشهدة بأمثلة مثل النماذج والمخطط والتدفق والفرق.

## الخطط

### مستهلك
تستهدف كلتا الخطتين المستهلكين العاديين، وتوفر إمكانية الوصول إلى تطبيقات مايكروسوفت أوفيس (وورد وإكسل وباوربوينت وآوتلوك وبوبليشر وأكسس للاستخدام المنزلي / غير التجاري على جهاز كمبيوتر واحد (ويندوز وماك أو إس والأجهزة المحمولة)، مع إمكانية الوصول إلى المزيد الخدمات المستندة إلى الإنترنت والمحتوى الإبداعي المتميز، وتخزين ون درايف بسعة 1 تيرابايت مع الأمان المتقدم، و 60 دقيقة من مكالمات سكايب الدولية شهرياً (حسب المنطقة)، وعروض الشركاء.
- Microsoft 365 Personal (سابقاً Office 365 Personal): لما يصل إلى خمسة أجهزة كمبيوتر (كمبيوتر شخصي أو أنظمة تشغيل ماكينتوش) بنفس حساب مايكروسوفت وعلى الأجهزة المحمولة.
- [14] للعائلة (المعروفة سابقاً باسم Office 365 Home): لما يصل إلى ستة أجهزة بواسطة ما يصل إلى ستة مستخدمين.

### أعمال صغيرة
- تطبيقات مايكروسوفت 365 للأعمال (المعروفة سابقًا باسم Office 365 Business): تقدم تطبيقات أوفيس لأنظمة ويندوز وماك والأنظمة الأساسية للجوّال لما يصل إلى خمسة أجهزة كمبيوتر وأجهزة لوحية وهواتف ذكية لكل مستخدم.[15]
- مايكروسوفت 365 Business Basic (المعروف سابقًا باسم Office 365 Business Essentials): يوفر الوصول إلى خدمات البريد الإلكتروني المستضافة (إكستشينج) وشير بوينت ومايكروسوفت تيمز والوصول إلى تطبيق الأجهزة المحمولة وإصدارات أوفيس أونلاين من Outlook وورد وإكسل وباوربوينت ووننوت): يقدم تطبيقات أوفيس لأنظمة ويندوز وماك والأنظمة الأساسية للجوّال لما يصل إلى خمسة أجهزة كمبيوتر وأجهزة لوحية وهواتف ذكية لكل مستخدم، بالإضافة إلى إكستشينح و MileIQ و Microsoft Bookings و SharePoint وخدمات الفرق.[16][17]
- مايكروسوفت 365 Business Premium (المعروف سابقًا باسم مايكروسوفت 365 للأعمال): مشابه لمعيار الأعمال، ولكن يتضمن خدمات أمان إضافية مثل حماية المعلومات في Azure وإدارة جهاز Microsoft Intune والحماية من المخاطر المتقدمة في أوفيس 365.

### مشروع - مغامرة
- تطبيقات مايكروسوفت 365 للمؤسسات (المعروفة سابقاً باسم Office 365 Professional Plus أو ProPlus): توفر الوصول إلى تطبيقات Office Professional Plus على ما يصل إلى خمسة أجهزة لكل مستخدم.[18]
- اكتشف باحثون في شركة "Zscaler" المتخصصة في مجال تقديم خدمات البرمجيات الأمنية، وجود 117 [19] في حزمة تطبيقات "مايكروسوفت 365" المكتبية

## روابط خارجية
- الموقع الرسمي